# Meige (histoire de la médecine)
Pour les articles homonymes, voir Meige.

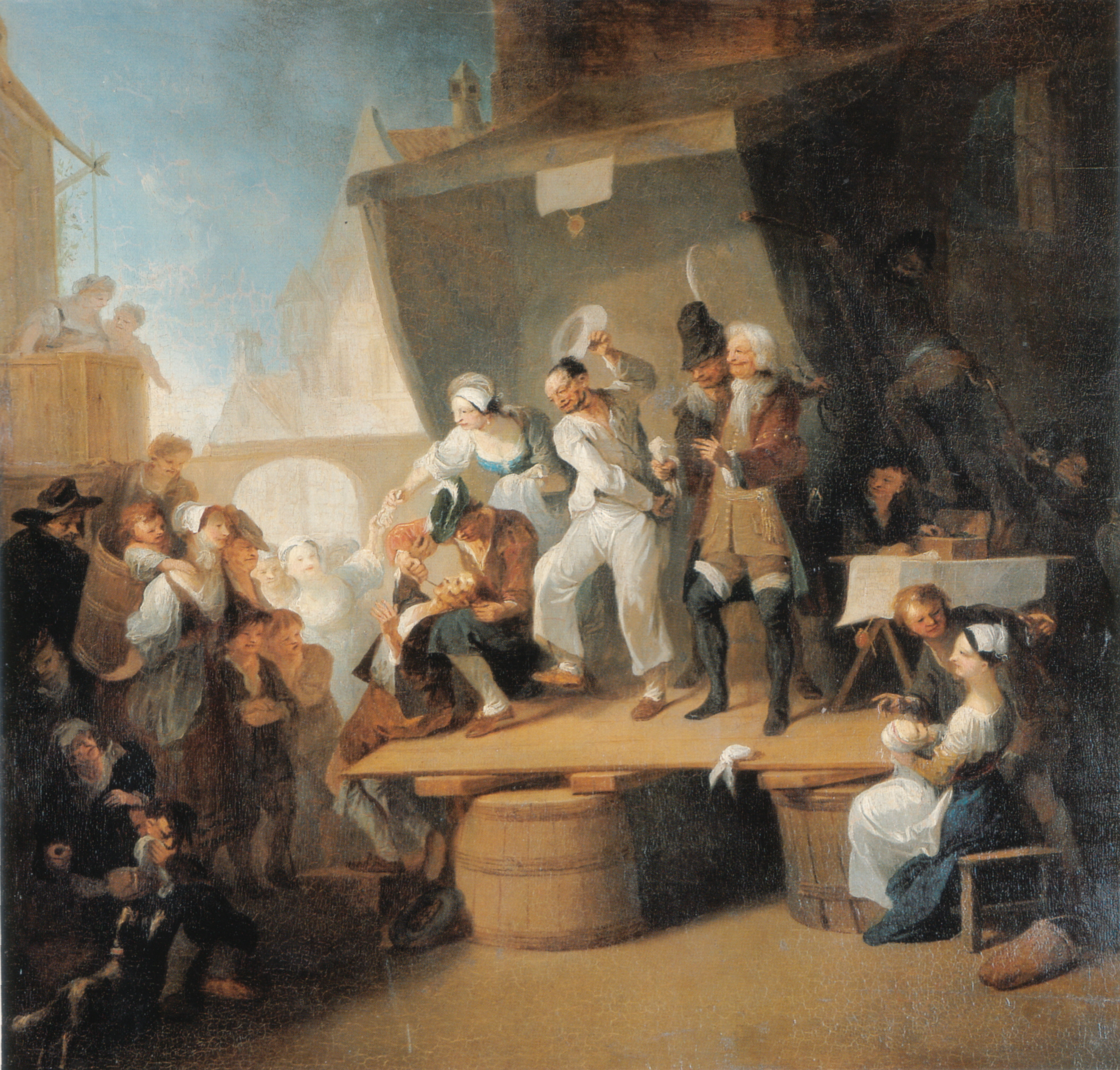
Le charlatan

Meige est une transcription du terme médiéval mèdze (issu du latin medicus désignant le médecin) qui désigne les guérisseurs ou les rebouteux. On retrouve ce terme Maige en Savoie, Mèdje en Valais, Mégy en Haute-Provence, Mège ou Metge dans le Midi, Mire et Lemire du Nord de la France, ainsi que Miret, Mirey et Mirot. On entend parfois également parler de meidzo.
Dans la France de l'Ancien Régime, les meiges étaient le nom donné à des charlatans qui se faisaient fort de pratiquer la médecine. 
Mirabeau disait « Les meiges et les charlatans sont les plus grands fléaux du peuple. Il est essentiel d'extirper ce fléau destructeur... » (Tiers état de Troyes).